# Bengt Berg (företagsledare)
Bengt Rudolph Berg, född 9 augusti 1929 i Höganäs församling, Malmöhus län, död 27 juli 2020 i Sofia distrikt, Stockholm, var en svensk företagsledare.
Berg anställdes på Svenska Fläktfabriken 1951 som ritare och avancerade till ingenjör och olika chefsbefattningar. Examen på Kungliga Tekniska Högskolan 1955. Åren 1958-59 arbetade han som forskare på AB Atomenergi. Tillbaka på Fläkt utnämndes han 1961 till vice VD och 1964 till VD. Han var då den yngste VD:n för ett börsnoterat företag i Sverige. Under sina nära 20 år som VD expanderade företaget kraftigt internationellt. Berg lämnade över VD-posten 1983 till Björn Stigson men fortsatte som vice ordförande i Fläkt och ordförande i dotterbolaget Gadelius AB fram till 1991.
Åren 1983–1990 var han ordförande i Procordia (f.d. Statsföretag).
Ledamot av Kungliga Ingenjörsvetenskapsakademien (IVA) sedan 1979.